# Martin XB-51
Die Martin XB-51 (Werksbezeichnung: Model 234) war ein US-amerikanischer mittlerer Bomber mit Strahltriebwerken, von dem nur zwei Exemplare im Jahr 1949 gebaut wurden.

## Geschichte
Im Jahre 1945 forderte die USAAF einen neuen Erdkampfbomber an, dieser erhielt die Bezeichnung XA-45. Im nachfolgenden Jahr wurde die „A“ (ground attack)-Klassifikation fallen gelassen und dafür ein mittlerer Strahlkampfbomber namens XB-51 gefordert.
Die XB-51 flog erstmals am 28. Oktober 1949 und war mit drei Strahltriebwerken vom Typ General Electric J47 ausgestattet, die sehr ungewöhnlich angebracht waren. Zwei der Triebwerke saßen dicht unter dem Vorderrumpf, das dritte war als Hecktriebwerk installiert. Die Maschine wies um 35° gepfeilte Tragflächen mit einer negativen V-Stellung von 6° auf. Die Anstellung der Tragflächen konnte verändert werden, an Stelle von Querrudern hatte die XB-51 Spoiler. Das Tandemfahrwerk war doppelbereift und wurde in den Rumpf eingezogen. Unter den Tragflächenspitzen befanden sich daher einziehbare Stützräder. Das Fahrwerk ähnelte damit dem der Boeing B-47. Innovativ war auch der drehbare Bombenschacht. Die maximale Bombenlast betrug 4700 kg, wobei ein Teil der Bomben unter den Tragflächen getragen werden konnte. Die Maschine konnte zur Startunterstützung mit JATO-Raketen ausgerüstet werden.

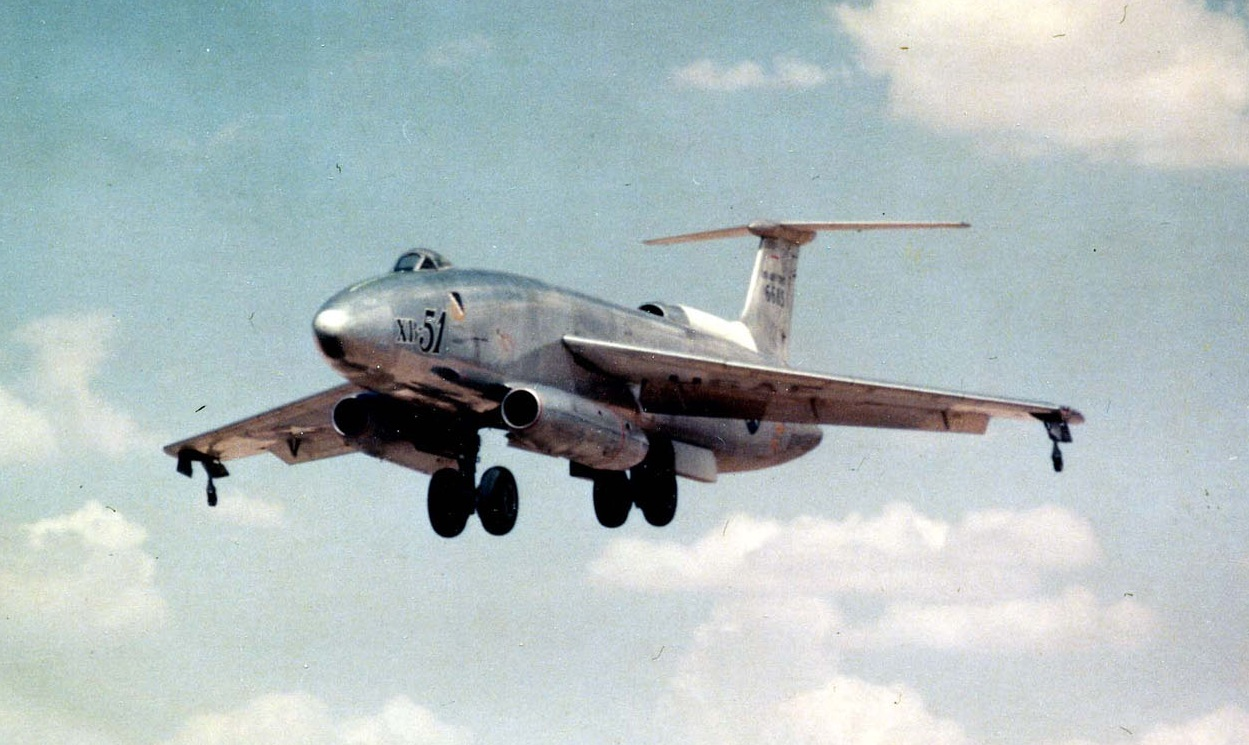
Martin XB-51 vor der Landung

Zu Beginn des Koreakrieges 1950 suchte die USAF einen Ersatz für die Nachtbomber vom Typ Douglas A-26 Invader. Die XB-51 trat in Konkurrenz zur Avro Canada CF-100 und English Electric Canberra. Die XB-51 und die Canberra kamen in die engere Wahl. Die XB-51 war für ihre Größe sehr wendig und wesentlich schneller als die Canberra. Ihre Lastgrenze lag allerdings mit 3,67g (36 m/s²) zu niedrig und erlaubte keine zu engen Kurvenflüge. Die Reichweite der XB-51 war wesentlich geringer als die der Canberra. Die beiden Außenfahrwerke unter den Tragflächen erwiesen sich bei Alarmstarts als Hindernis. Schließlich entschied sich die USAF am 23. März 1951 für die Canberra und beschaffte eine Lizenz für 250 Maschinen, die als B-57A bezeichnet wurden. Martin verlor zwar die Ausschreibung, durfte dann aber die B-57A bauen.
Nach dem Programmabbruch wurden trotzdem weitere Flugtests mit der XB-51 durchgeführt. Der zweite Prototyp stürzte am 9. Mai 1952 bei Tiefflugübungen ab. Der erste Prototyp wurde weiter getestet. Bekannt wurde die XB-51 im Spielfilm „Einst kommt die Stunde“ (engl. Towards the Unknown) von 1956 mit dem Schauspieler William Holden als Testpilot. Am 25. März 1956 wurde die Maschine bei einem Startabbruch in El Paso total zerstört.

## Technische Daten
| Kenngröße             | Daten                                                                                        |
| --------------------- | -------------------------------------------------------------------------------------------- |
| Besatzung             | 2                                                                                            |
| Länge                 | 25,94 m                                                                                      |
| Spannweite            | 16,19 m                                                                                      |
| Höhe                  | 5,26 m                                                                                       |
| Flügelfläche          | 50,91 m²                                                                                     |
| Flügelstreckung       | 5,1                                                                                          |
| Leermasse             | 13.419 kg                                                                                    |
| max. Startmasse       | 28.330 kg                                                                                    |
| Antrieb               | 3 × Strahltriebwerk General Electric J47-GE-13 mit je 2.300 kg (25,89 kN) Schub              |
| Höchstgeschwindigkeit | 1.038 km/h                                                                                   |
| Reichweite            | 1.730 km (Kampf), 2.596 km (Überführung), 958 km (Aktionsradius)                             |
| Startstrecke          | 1.818 m (bei max. Startmasse)                                                                |
| Landestrecke          | 718 m                                                                                        |
| Dienstgipfelhöhe      | 12.620 m                                                                                     |
| Bewaffnung            | 8 × 20-mm-Kanone, 8 × HVAR-Rakete, 4.700 kg Bomben, davon 2.899 kg im internen Waffenschacht |